# Encéfalo
O encéfalo é o centro do sistema nervoso em todos os animais vertebrados, e em muitos invertebrados. Alguns animais primitivos como os celenterados e equinodermes como a estrela-do-mar possuem um sistema nervoso descentralizado sem encéfalo, enquanto as esponjas não possuem sistema nervoso. Nos vertebrados o encéfalo localiza-se na cabeça protegido pelo crânio, próximo aos aparatos sensoriais primários: visão, audição, equilíbrio, paladar, e olfato.
Os encéfalos podem ser extremamente complexos. O encéfalo humano - composto dentre outras estruturas pelo cérebro, cerebelo e tronco encefálico (Mesencéfalo, Ponte e Bulbo) -  contém cerca de 86 bilhões de neurônios, ligados por mais de 10 mil conexões sinápticas cada.  Esses neurônios comunicam-se por meio de prolongamentos citoplasmáticos denominado axônio, que conduzem pulsos em sinais chamados potencial de ação para partes distantes do encéfalo e do corpo e as encaminham para serem recebidas por células específicas.
Nem todos os comportamentos precisam de um encéfalo. Mesmo organismos unicelulares são capazes de extrair informações do ambiente e responderem de acordo. As esponjas, às quais falta um sistema nervoso central, são capazes de coordenar suas contrações corporais, e até mesmo de se locomoverem. Na maioria dos vertebrados, a própria coluna vertebral - especificamente a medula espinhal e suas extensões imediatas -  contém vários dos circuitos neurais essenciais à vida vegetativa e mesmo circuitos neurais capazes de gerar respostas reflexas, assim como padrões motores simples, a exemplo nadar ou andar:

## Anatomia
1. Prosencéfalo, que se divide em:
  1. Telencéfalo.

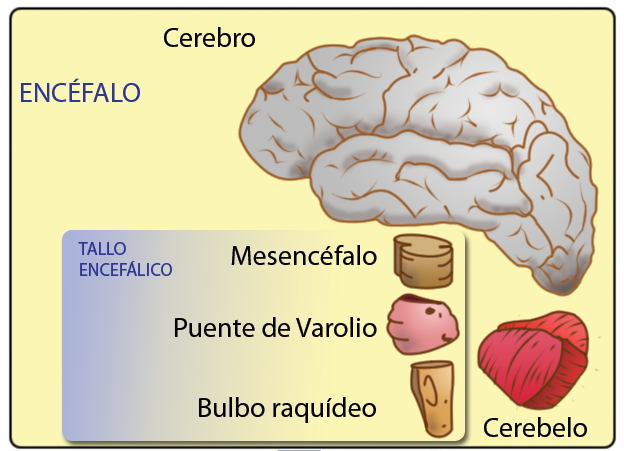
Diagrama do encéfalo

Diagrama esquemático do encéfalo humano, em corte sagital, destacando algumas de suas partes:
1. Encéfalo frontal
2. Telencéfalo
3. Diencéfalo
4. Tronco cerebral
5. Mesencéfalo
6. Ponte
7. Bulbo raquidiano
8. Cerebelo
9. Medula espinhal

    1. Córtex cerebral, que inclui: lobo occipital (visão), lobo parietal (órgãos das sensações e cinesia), lobo temporal (audição e olfato próximos ao hipocampo), lobo frontal (julgamento, percepção e zona motora). Os lobos frontal, parietal e temporal são responsáveis pelo aprendizado e todo o córtex é responsável pela linguagem.
    2. Corpo estriado.
    3. Rinencéfalo

  2. Diencéfalo:
    1. Epitálamo: contém a glândula pineal, produtora de melatonina.
    2. Tálamo: zona de máximo controle das sensações.
    3. Subtálamo: é a estrutura diencefálica localizada entre o mesencéfalo, o tálamo e o hipotálamo. Ele está localizado próximo ao lado medial da cápsula interna.
    4. Hipotálamo: composto por quiasma óptico, tubérculo cinéreo, tubérculo mamilar e hipófise posterior que secreta dois hormônios: ocitocina e vasopressina; É o centro regulador das emoções (sistema límbico) e do controle físico.
    5. Mesencéfalo: possui quatro tubérculos quadrigêmeos, dois superiores ou anteriores relacionados à visão e dois inferiores ou posteriores relacionados aos fenômenos auditivos e é aquele que filtra as informações entre o rombencéfalo e o prosencéfalo.
    6. Rombencéfalo: é uma porção do cérebro que circunda o quarto ventrículo cerebral; é constituído pelo mielencéfalo e pelo metencéfalo em conjunto. Ele está localizado na parte superior imediata da medula espinhal e é composto de três estruturas: o bulbo raquidiano, a ponte e o cerebelo. Nele está também o quarto ventrículo.

  3. Metencéfalo:
    1. Cerebelo: controla o movimento, a energia muscular, a postura.
    2. Ponte

  4. Mielencéfalo
    1. Bulbo raquidiano: (tronco cerebral) controle de funções básicas, como circulação sanguínea através do coração e respiração.

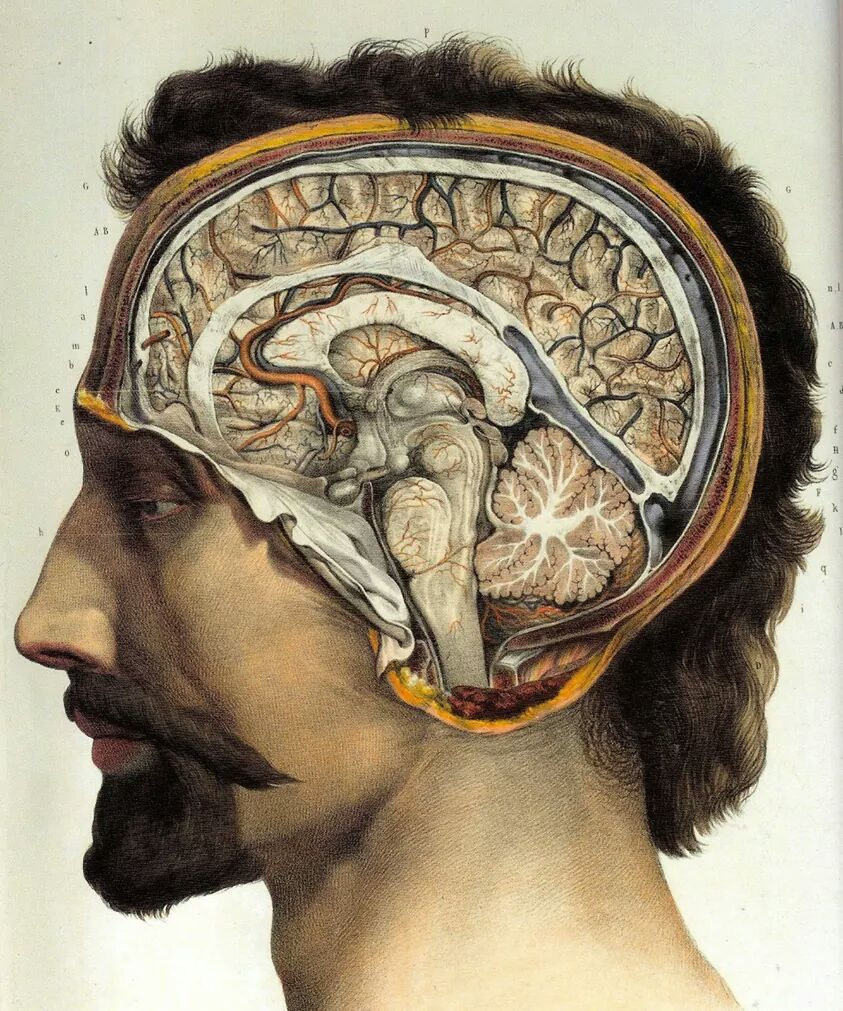
Encéfalo humano (seção sagital)

O cérebro, que consiste nos hemisférios cerebrais, forma a maior parte do encéfalo e recobre as outras estruturas cerebrais A região externa dos hemisférios, o córtex cerebral, é a massa cinzenta, consistindo de camadas corticais de neurônios. Cada hemisfério é dividido em quatro lobos principais - o lobo frontal, o lobo parietal, o lobo temporal e o lobo occipital. Três outros lobos são incluídos por algumas fontes, que são um lobo central, um lobo límbico e um lobo insular. O lobo central compreende o giro pré-central e o giro pós-central e está incluído, pois forma um papel funcional distinto.
O tronco encefálico, semelhante a um talo, se fixa e deixa o cérebro no início da área do mesencéfalo. O tronco cerebral inclui o mesencéfalo, a ponte e o bulbo raquidiano. Atrás do tronco cerebral está o cerebelo (latim para pequeno cérebro).
O cérebro, o tronco cerebral, o cerebelo e a medula espinhal são cobertos por três membranas chamadas meninges. As membranas são a dura-máter resistente; a aracnóide e a pia-máter interna, mais delicada. Entre a aracnoide e a pia-máter estão o espaço e as cisternas subaracnoides, que contêm o líquido cefalorraquidiano. A membrana mais externa do córtex cerebral é a membrana basal da pia-máter e é uma parte importante da barreira hematoencefálica. O cérebro vivo é muito macio, tendo uma consistência de gel semelhante ao tofu. As camadas corticais de neurônios constituem grande parte da matéria cinzenta cerebral, enquanto as regiões subcorticais mais profundas dos axônios mielinizados constituem a matéria branca. A substância branca do cérebro representa cerca de metade do volume total do cérebro.

### Cérebro

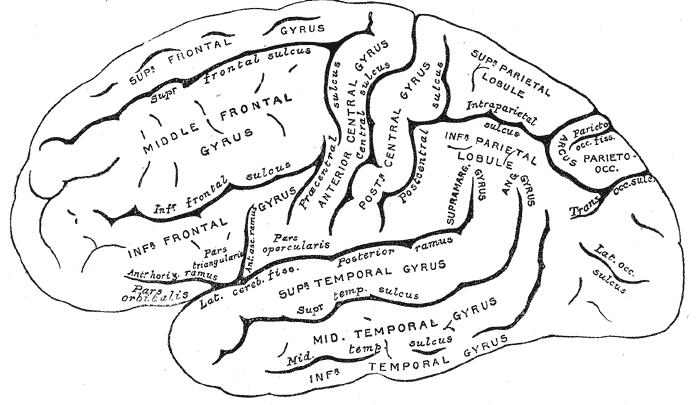
Principais giros e sulcos na superfície lateral do córtex

Lóbulos do cérebro

O cérebro é a maior parte do encéfalo e é dividido em hemisférios direito e esquerdo quase simétricos por um sulco profundo, a fissura longitudinal. A assimetria entre os lobos é observada como uma petália. Os hemisférios são conectados por cinco comissuras que abrangem a fissura longitudinal, a maior delas é o corpo caloso. Cada hemisfério é convencionalmente dividido em quatro lobos principais; o lobo frontal, o lobo parietal, o lobo temporal e o lobo occipital, nomeados de acordo com os ossos do crânio que os cobrem. Cada lobo ou lóbulo está associado a uma ou duas funções especializadas, embora haja alguma sobreposição funcional entre elas. A superfície do cérebro é dobrada em cristas (giros) e ranhuras (sulcos), muitos dos quais são nomeados geralmente de acordo com sua posição, como o giro frontal do lobo frontal ou o sulco central, que separa as regiões centrais dos hemisférios. Existem muitas pequenas variações nas dobras secundárias e terciárias.
A parte externa do cérebro é o córtex cerebral, composto de matéria cinzenta organizada em camadas. Tem 2 a 4 milímetros de espessura e é profundamente dobrado para dar uma aparência complicada. Abaixo do córtex está a matéria branca cerebral. A maior parte do córtex cerebral é o neocórtex, que possui seis camadas neuronais. O resto do córtex é de alocórtex, que tem três ou quatro camadas.
O córtex é mapeado por divisões em cerca de cinquenta áreas funcionais diferentes, conhecidas como áreas de Brodmann, que são nitidamente diferentes quando vistas ao microscópio. O córtex é dividido em duas áreas funcionais principais - um córtex motor e um córtex sensorial. O córtex motor primário, que envia axônios para os neurônios motores no tronco cerebral e na medula espinhal, ocupa a parte posterior do lobo frontal, diretamente na frente da área somatossensorial. As áreas sensoriais primárias recebem sinais dos nervos e tratos sensoriais por meio de núcleos de retransmissão no tálamo. As áreas sensoriais primárias incluem o córtex visual do lobo occipital, o córtex auditivo em partes do lobo temporal e o córtex insular e o córtex somatossensorial no lobo parietal. As partes restantes do córtex são chamadas de áreas de associação, que recebem informações das áreas sensoriais e partes inferiores do cérebro e estão envolvidas nos complexos processos cognitivos de percepção, pensamento e tomada de decisão. As principais funções do lobo frontal são controlar a atenção, o pensamento abstrato, o comportamento, as tarefas de resolução de problemas e as reações físicas e a personalidade. O lobo occipital é o menor lobo; suas principais funções são recepção visual, processamento visual-espacial, movimento e reconhecimento de cores. Existe um lóbulo occipital menor no lobo conhecido como cúneo. O lobo temporal controla as memórias auditivas e visuais, a linguagem e um pouco da audição e da fala.

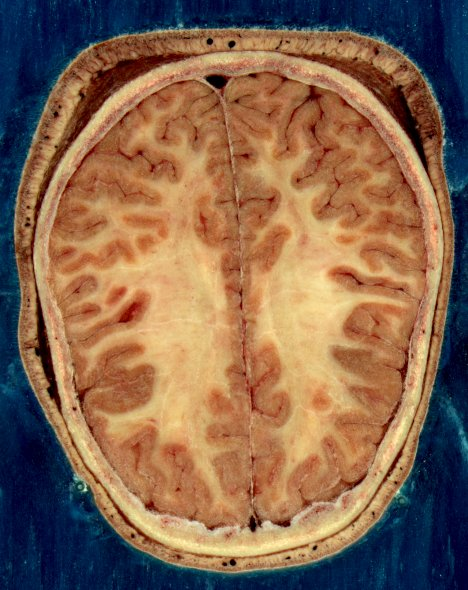
Dobras corticais e matéria branca na bissecção horizontal da cabeça

O cérebro contém os ventrículos onde o líquido cefalorraquidiano é produzido e circulado. Abaixo do corpo caloso está o septo pelúcido, uma membrana que separa os ventrículos laterais. Abaixo dos ventrículos laterais está o tálamo e na frente e abaixo deste está o hipotálamo, que leva à glândula pituitária. Na parte posterior do tálamo está o tronco cerebral.
Os núcleos da base são um conjunto de estruturas nas profundezas dos hemisférios envolvidas no comportamento e na regulação do movimento. O maior componente é o corpo estriado, outros são o globo pálido, a substância negra e o núcleo subtalâmico. O corpo estriado é dividido em ventral e dorsal, subdivisões que são baseadas em funções e conexões. O estriado ventral consiste no núcleo accumbens e no tubérculo olfatório, enquanto o estriado dorsal consiste no núcleo caudado e no putâmen que, ao lado do globo pálido, fica separado dos ventrículo laterais e do tálamo pela cápsula interna, enquanto o núcleo caudado se estende ao redor e confina com os ventrículos laterais em seus lados externos. Na parte mais profunda do sulco lateral, entre o córtex insular e o corpo estriado, existe uma fina lâmina neuronal chamada claustro.
Abaixo e na frente do copro estriado estão várias estruturas basais do prosencéfalo. Isso inclui o núcleo basal, a faixa diagonal de Broca, a substância inominada e o núcleo septal medial. Essas estruturas são importantes na produção do neurotransmissor acetilcolina, que é então amplamente distribuído por todo o cérebro. O prosencéfalo basal, em particular o núcleo basal, é considerado a principal saída colinérgica do sistema nervoso central para o corpo estriado e o neocórtex.

### Cerebelo

Localização do cerebelo (em vermelho)

O cerebelo é dividido em um lobo anterior, um lobo posterior e o lobo floculonodular. Os lobos anterior e posterior são conectados no meio pelo vermis. Comparado ao córtex cerebral, o cerebelo tem um córtex externo muito mais fino que é estreitamente sulcado em várias fissuras transversais curvas. Visto por baixo, entre os dois lóbulos, está o terceiro lóbulo, o lóbulo floculonodular. O cerebelo fica na parte posterior da cavidade craniana, abaixo dos lobos occipitais, e é separado deles pelo tentório cerebelar, uma lâmina de fibra.
Ele está conectado ao tronco cerebral por três pares de tratos nervosos chamados pedúnculos cerebelares. O par superior se conecta ao mesencéfalo; o par do meio se conecta à medula e o par inferior se conecta à ponte. O cerebelo consiste em uma medula interna de substância branca e um córtex externo de substância cinzenta. Os lobos anterior e posterior do cerebelo parecem desempenhar um papel na coordenação e suavização de movimentos motores complexos, enquanto o lobo floculonodular é responsável pela manutenção do equilíbrio, embora exista debate quanto às suas funções cognitivas, comportamentais e motoras.

### Tronco cerebral

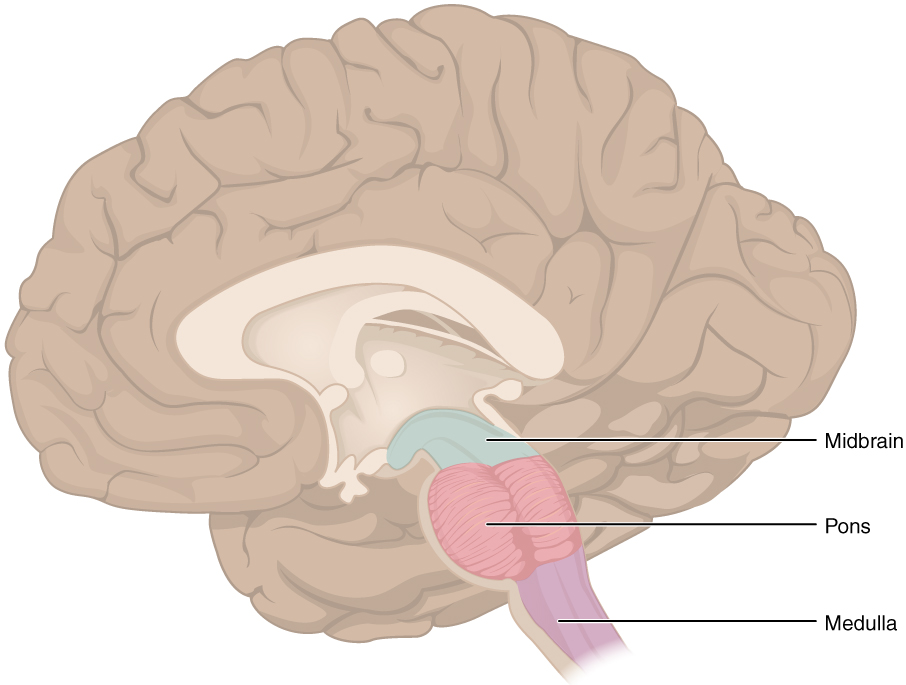
As três partes do tronco cerebral

O tronco cerebral fica abaixo do cérebro e consiste no mesencéfalo, ponte e medula. Situa-se na parte posterior do crânio, repousando na parte da base conhecida como clívo, e termina no forame magno, uma grande abertura no osso occipital. O tronco cerebral continua abaixo dele como a medula espinhal, protegida pela coluna vertebral.
Dez dos doze pares de nervos cranianos emergem diretamente do tronco cerebral. O tronco cerebral também contém muitos núcleos de nervos cranianos e de nervos periféricos, bem como núcleos envolvidos na regulação de muitos processos essenciais, incluindo respiração, controle dos movimentos oculares e equilíbrio. A formação reticular, uma rede de núcleos de formação mal definida, está presente dentro e ao longo do tronco cerebral. Muitos tratos nervosos, que transmitem informações de e para o córtex cerebral para o resto do corpo, passam pelo tronco cerebral.

## Desenvolvimento

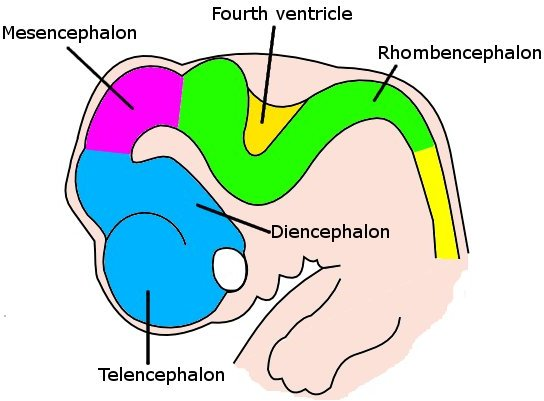
Cérebro de um embrião humano na sexta semana de desenvolvimento

O encéfalo não apenas cresce, ele se desenvolve em uma sequência muito bem orquestrada, muitos neurônios são criados em zonas especiais que contêm células-tronco, e então migram pelo tecido para chegarem a sua localização final. No córtex, por exemplo, o primeiro estágio de desenvolvimento é a formação de uma "plataforma" por um grupo especial de células gliais, chamadas glia radiais , que projetam fibras verticalmente através do córtex. Os neurônios corticais novos são criados na base do córtex, então "escalam" estas fibras radiais até chegarem às camadas que estão destinados a ocupar enquanto adultos.
Uma vez em seu lugar, o neurônio começa a estender dendritos e um axônio a seu redor. Os axônios, por geralmente se estenderem a grande distância do corpo celular e terem de fazer contato com alvos específicos, crescem de modo particularmente complexo. A ponta de um axônio em crescimento consiste de uma bolha de protoplasma chamada "cone de crescimento", repleta de receptores químicos. Estes receptores sentem o ambiente local, fazendo o cone de crescimento ser atraído ou repelido por vários elementos celulares, sendo atraído a uma direção em particular em cada ponto de seu trajeto. O resultado deste processo de direcionamento é que o cone de crescimento navega através do cérebro até atingir sua área de destino, onde outros indicadores químicos o fazem iniciar a formação de sinapses. Levando em conta todo o encéfalo, muitos milhares de genes dão origem a proteínas que influenciam o direcionamento do axônio.

Diagrama representando as principais subdivisões do cérebro embrionário dos vertebrados. Estas regiões posteriormente se diferenciam em prosencéfalo, mesencéfalo e rombencéfalo.

Entretanto, a rede sináptica que se forma é apenas parcialmente determinada pelos genes. Em muitas partes do encéfalo, há inicialmente um "supercrescimento" de axônios, que então são "ceifados" por mecanismos que dependem da atividade neural. Na projeção do olho para o mesencéfalo, por exemplo, a estrutura adulta apresenta uma organização muito precisa, conectando cada ponto da superfície da retina a um ponto correspondente numa camada mesencefálica. Nos primeiros estágios de desenvolvimento, cada axônio da retina é guiado para a região correta do mesencéfalo por indicadores químicos, mas então se ramifica profusamente e faz contato inicial com um amplo feixe de neurônios do mesencéfalo. A retina, antes do nascimento, possui mecanismos especiais que a fazem gerar ondas de atividade que se originam em algum ponto e se propagam lentamente pela superfície retinal. Estas ondas são úteis por ativarem ao mesmo tempo os neurônios vizinhos: quer dizer, elas produzem um padrão de atividade neural que contém informação sobre o arranjo espacial dos neurônios. Esta informação é utilizada no mesencéfalo por um mecanismo que faz as sinapses enfraquecerem, e finalmente desaparecerem, se a atividade em um axônio não for seguida pela ativação da célula-alvo. O resultado deste processo sofisticado é a gradual afinação e consolidação do sistema, até adquirir a forma final adulta. Processos semelhantes têm lugar em outras áreas do cérebro: uma matriz sináptica inicial é gerada, resultado do direcionamento químico geneticamente determinado, mas então é gradualmente refinada por mecanismos dependentes da atividade, parte controlados pela dinâmica interna, e parte por estímulos sensórios externos. Em alguns casos, assim como no sistema retina-mesencéfalo, os padrões de atividade dependem de mecanismos que operam apenas no cérebro em desenvolvimento, e aparentemente existem somente com o fim de guiar o desenvolvimento.
No ser humano e em muitos outros mamíferos, novos neurônios são criados principalmente antes do nascimento, e o cérebro infantil contém número significativamente maior do que o adulto. Há entretanto umas poucas áreas onde novos neurônios continuam a ser criados durante a vida. As duas áreas para as quais o fato é pacífico são o bulbo olfatório e o giro dentado do hipocampo, onde há evidências de que novos neurônios estão envolvidos no armazenamento de memórias recentes. Com estas exceções, entretanto, o conjunto dos neurônios que estão presentes na primeira infância é o mesmo para o resto da vida. (Células gliais são diferentes: assim como a maioria dos tipos de células do corpo, estas se reproduzem ao longo da vida.) Apesar de o conjunto de neurônios já estar praticamente todo no lugar quando do nascimento, suas conexões axonais continuam a se desenvolver ainda por longo tempo. No ser humano, a mielinização não está completada até a adolescência.
Houve longo debate sobre se as características da mente, personalidade e inteligência podem ser atribuídas à hereditariedade ou à criação; o debate "inato ou adquirido". Não é uma questão apenas filosófica: ela assume grande relevância prática para pais e educadores. Apesar de muitos detalhes ainda precisarem ser esclarecidos, a neurociência mostra claramente que ambos fatores são essenciais. Os genes determinam a forma geral do encéfalo, e determinam como o encéfalo reage à experiência. A experiência, entretanto, é necessária para refinar a matriz de conexões sinápticas. Em alguns aspectos, esta (a matriz) é em grande parte uma questão de presença ou ausência de experiência durante períodos críticos de desenvolvimento. Em outros aspectos, a quantidade e a qualidade da experiência pode ser mais relevante: por exemplo, há evidências substanciais de que animais criados em ambientes ricos (riqueza de estímulos) têm córtex mais espesso do que animais cujos níveis de estimulação são restritos.